# Duckhorn Portfolio
Duckhorn Portfolio Inc. — американська виноробна компанія, що виготовляє сортові та купажовані червоні, білі, рожеві та ігристі вина в Каліфорнії та штат Вашингтон. Головна виноробня, Duckhorn Vineyards, знаходиться за межами міста Сент-Елена, штат Каліфорнія.

## Історія
Компанія була заснована Деніелом і Маргарет Дакхорнами як The St. Helena Wine Company у 1976 році з вісьмома співінвесторами. Деніел мав досвід у бізнесі та фінансах — він консультував вино-горілчану компанію Heublein і керував бізнесом з прищеплення лози та кореневої підщепи в долині Напа, який постачав лозу власникам виноградників, що привело його до контакту з виноробами в долині Напа[3]: 91 Коли Дакхорни залучили більший капітал, кількість інвесторів збільшилася до 80 осіб.
У 1978 році, в перший рік свого існування, компанія виготовила по 800 ящиків вина Каберне Совіньйон і Мерло, виготовлених із закупленого винограду — Мерло з виноградника Three Palms Vineyard поблизу Калістоги, Каберне Совіньйон з Хоуелл Маунтін та району Стейгз-Леп. Вина були випущені у 1980 році.
У липні 2007 року контрольний пакет акцій компанії було продано приватній інвестиційній компанії GI Partners, яка у 2016 році продала свою частку іншій приватній інвестиційній компанії TSG Consumer Partners: Duckhorn Vineyards, Goldeneye, Paraduxx, Migration, Decoy і Canvasback, а також виноградники в долині Напа, окрузі Сонома, долині Андерсон і штаті Вашингтон.
Маргарет і Деніел Дакхорни брали активну участь в управлінні компанією до 2016 року. Алекс Райан є президентом компанії з 2005 року, генеральним директором з 2011 року та головою ради директорів з 2012 року.
У березні 2021 року компанія була розміщена на Нью-Йоркській фондовій біржі. У грудні 2024 року її придбала приватна інвестиційна компанія «Butterfly Equity» приблизно за $1,95 млрд.

## Виноградники
Свої перші виноградники компанія посадила 1981 року в долині Напа. Подальші покупки виноградників і виноробень включають:
- Виноградники долини Андерсон — округ Мендосіно, Піно Нуар, поблизу Філо, Каліфорнія. Початкова купівля становила 80 акрів.
- Longwinds Estate — виноградник площею 20 акрів у штаті Вашингтон, розташований у долині Якима в районі Red Mountain AVA. Продукція, Каберне Совіньйон, продається як Canvasback.
- Компанія Three Palms Vineyard-Duckhorn закуповувала виноград Мерло з цього виноградника площею 73 акри з 1976 року, а з 2011 року стала єдиним покупцем винограду з цього виноградника.
- Calera — виноробня на Центральному узбережжі, заснована 1975 року Джошем Дженсеном, що спеціалізується на Піно Нуар. Продаж включав 85 акрів виноградників Піно Нуар в Маунт Харлан AVA.
- Kosta Browne — виноробня в Сономі, що спеціалізується на Піно Нуар. Угода включала 80 акрів виноградників у власності та оренду 90 акрів.

У 2021 році компанія володіла десятьма виноробнями. Їй належало 750 акрів виноградників, на яких вироблялося вино під різними назвами:
- Duckhorn Vineyards: Червоне та біле вино долини Напа
- Decoy: сортові та купажні червоні, білі, рожеві та ігристі вина
- Paraduxx: купажні червоні, білі та рожеві вина долини Напа
- Goldeneye: Піно Нуар, Шардоне, рожеве та ігристе з долини Андерсон
- Migration: червоні, білі, рожеві та ігристі вина з долини російської річки, долини Санта-Марія та інших місць.
- Canvasback: Каберне Совіньйон, Сіра, Рислінг та рожеве вино зі штату Вашингтон

Етикетка виноградників Duckhorn заснована на французькій літографії дев'ятнадцятого століття. Оригінальна етикетка була створена акціонером і художником-графіком Біллом Кейном. Фірма упродовж багатьох років подавала судові позови проти винних брендів, які використовують версії зображення качки або слово «качка».
У 2014 році вона подала до суду на Trinchero Family Estates за маркетинг вина під назвою Duck Commander, а також на Walmart, який продавав його в роздріб. Було досягнуто врегулювання, що дозволило продати обмежену кількість Duck Commander.

## Визнання
- San Francisco Chronicle «Винороб року», 2005
- Wine Spectator «Вино року», 2017